# Keokuk megye
Keokuk megye az Amerikai Egyesült Államokban, azon belül Iowa államban található. Megyeszékhelye és legnagyobb városa Sigourney. Lakosainak száma 10 033 fő (2020. április 1.). Keokuk megye Iowa, Wapello, Mahaska, Poweshiek, Jefferson és Washington megyékkel határos.

## Népesség
A megye népességének változása:
| Lakosok száma | 10 500 | 10 368 | 10 390 | 10 329 | 10 163 | 10 033 |
|               | 2010   | 2011   | 2012   | 2013   | 2015   | 2020   |